# Volltonabbildung
Unter Volltonabbildung oder Strichabbildung versteht man gleichmäßig gedeckte, nicht aufgerasterte Flächen oder Linien. Das Bild entsteht aus dem Kontrast zwischen dem eingefärbten Bildelement und der Farbe des in der Regel weißen Papiers.
Auch eine Strichzeichnung bzw. ein Strichbild, das nur aus Strichen, Flächen oder Punkten besteht, enthält (im Gegensatz zu Halbtonbildern) lediglich Volltöne.
Als Aufsichtsvorlage können dienen:
- Federzeichnungen (Strichvorlagen)
- flächig angelegte Zeichnungen
- alle Arten von Linol- & Holzschnitten

Bei der Bildreproduktion von Volltonvorlagen ist zu beachten, dass jede Vorlage frei von jeglicher Verschmutzung und Beschädigungen sein muss, da ein einwandfreies Ergebnis sonst nicht gewährleistet ist.